# Pseudoluperus texanus
Pseudoluperus texanus är en skalbaggsart som först beskrevs av Horn 1893.  Pseudoluperus texanus ingår i släktet Pseudoluperus och familjen bladbaggar. Inga underarter finns listade i Catalogue of Life.